# Caspoggio

Gemeinde Caspoggio in der Provinz Sondrio

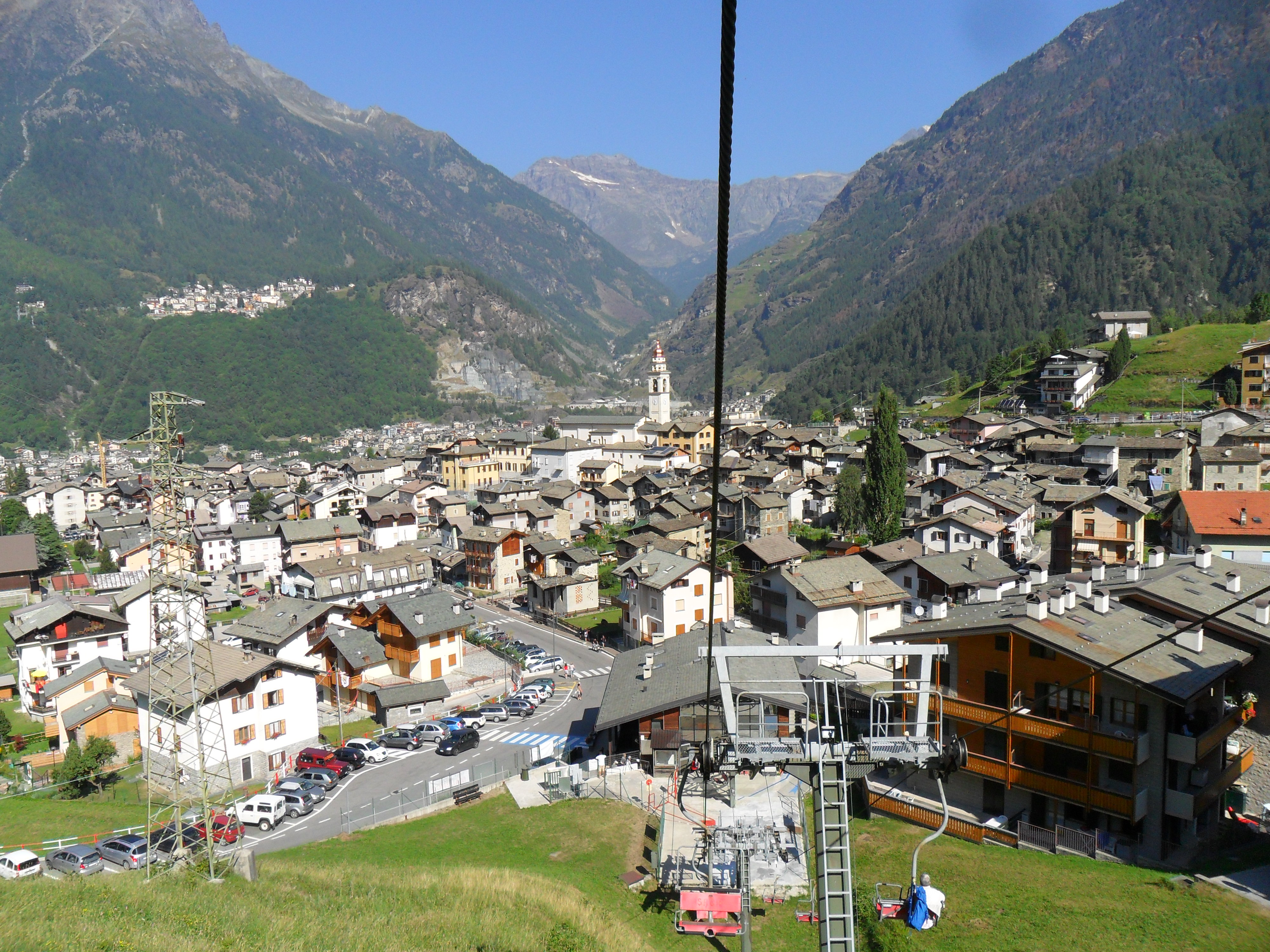
Caspoggio

Caspoggio ist eine norditalienische Gemeinde (comune) in der Provinz Sondrio in der Region Lombardei. Das Bergdorf hat 1343 Einwohner (Stand: 31. Dezember 2023). Caspoggio liegt nahe der Grenze zum Kanton Graubünden, Schweiz.

## Geographie
Das Gemeindegebiet umfasst eine Fläche von 7,31 km². Der Ort liegt auf einer Höhe von 1098 Metern über dem Meer. Ortsteile (frazioni) sind S. Elisabetta und Albertazzi. Die Nachbargemeinden sind Chiesa in Valmalenco, Lanzada, Montagna in Valtellina und Torre di Santa Maria.